# Haliplus confinis
Haliplus confinis es una especie de escarabajo acuático del género Haliplus, familia Haliplidae. Fue descrita científicamente por Stephens en 1828.
Esta especie habita en Gran Bretaña e Irlanda del Norte, Países Bajos, Noruega, Dinamarca, Suecia, Estonia, Irlanda, Finlandia, Alemania, Francia, Austria, Suiza, Bélgica, Polonia, Federación Rusa, China e Irán.